# Supercoppa russa 2022 (pallavolo femminile)
La Supercoppa russa 2022 si è svolta il 16 ottobre 2022: al torneo, dedicato alla memoria della pallavolista Antonina Moiseeva, hanno partecipato due squadre di club russe e la vittoria finale è andata per la seconda volta consecutiva alla Dinamo-Ak Bars.

## Regolamento
Le squadre hanno disputato una gara unica, valida peraltro anche per la quarta giornata di regular season del campionato 2022-23.

## Squadre partecipanti
| Squadra               | Qualificazione                  |
| --------------------- | ------------------------------- |
| Dinamo-Ak Bars        | Vincitrice Coppa di Russia 2021 |
| Lokomotiv Kaliningrad | Vincitrice Superliga 2021-22    |

## Torneo
| 16 ottobre 2022 Dvorec Sporta Jantarnyj, Kaliningrad Durata: 1h:18 - Spettatori: ? | Lokomotiv Kaliningrad | 0 - 3 | Dinamo-Ak Bars | 19-25, 20-25,15-25 |